# Tephrocybe
Tephrocybe Donk (popielatek) – rodzaj grzybów z rodziny kępkowcowatych (Lyophyllaceae).

## Systematyka i nazewnictwo
Pozycja w klasyfikacji według Index Fungorum: Lyophyllaceae, Agaricales, Agaricomycetidae, Agaricomycetes, Agaricomycotina, Basidiomycota, Fungi.
Władysław Wojewoda w 2003 r. dla występujących w Polsce gatunków zaproponował polskie nazwy. Jednakże wówczas zaliczane były one do rodzaju Lyophyllum (kępkowiec), nazwy te są więc niespójne z obecną nazwą naukową. Rodzaj Tephrocybe miał jednak wcześniej w polskim piśmiennictwie nadaną nazwę popielatek.
Gatunki występujące w Polsce:
- Tephrocybe ambusta (Fr.) Donk 1962 – popielatek garbaty[4]
- Tephrocybe anthracophila (Lasch) P.D. Orton 1969 – popielatek węglolubny[5]
- Tephrocybe atrata (Fr.) Donk 1962 – popielatek czarniawy[4]
- Tephrocybe boudieri Kühner & Romagn. 1954[6]
- Tephrocybe confusa (P.D. Orton) P.D. Orton 1969 – tzw. kępkowiec późnojesienny[2]
- Tephrocybe coracina (Fr.) M.M. Moser 1967 – tzw. kępkowiec ciemnobrązowy
- Tephrocybe inolens (Fr.) M.M. Moser 1967 – tzw. kępkowiec brązowooliwkowy[2]
- Tephrocybe mephitica (Fr.) M.M. Moser 1967 – tzw. kępkowiec cuchnący
- Tephrocybe murina (Batsch) M.M. Moser 1967 – tzw. kępkowiec igłolubny
- Tephrocybe mutabilis (J. Favre ex Contu & Consiglio) Picillo 2013[6]
- Tephrocybe palustris (Peck) Donk 1962 – popielatek torfowiskowy[3]
- Tephrocybe platypus (Kühner) M.M. Moser 1967[6]
- Tephrocybe putida (P. Karst.) M.M. Moser 1967 – tzw. kępkowiec mącznosmakowy
- Tephrocybe rancida (Fr.) Donk 1962 – popielatek mącznorzodkwiowy[5]
- Tephrocybe striipilea (Fr.) Donk 1962 – tzw. kępkowiec pępówkowaty

Nazwy naukowe na podstawie Index Fungorum. Wykaz gatunków i nazwy polskie według przypisów.